# イオンマーケット

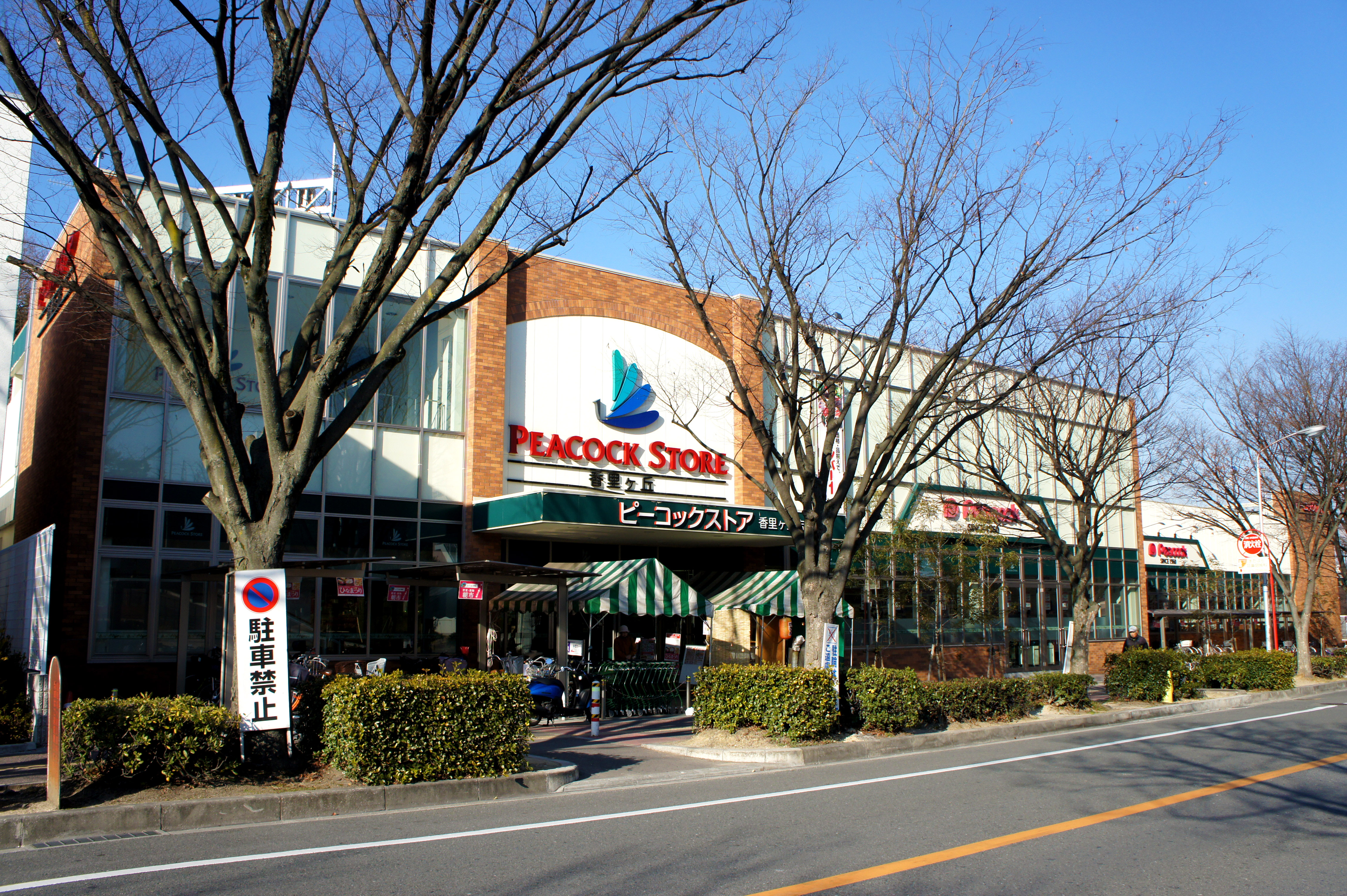
ピーコックストア香里ヶ丘店
（大丸ピーコック第1号店）

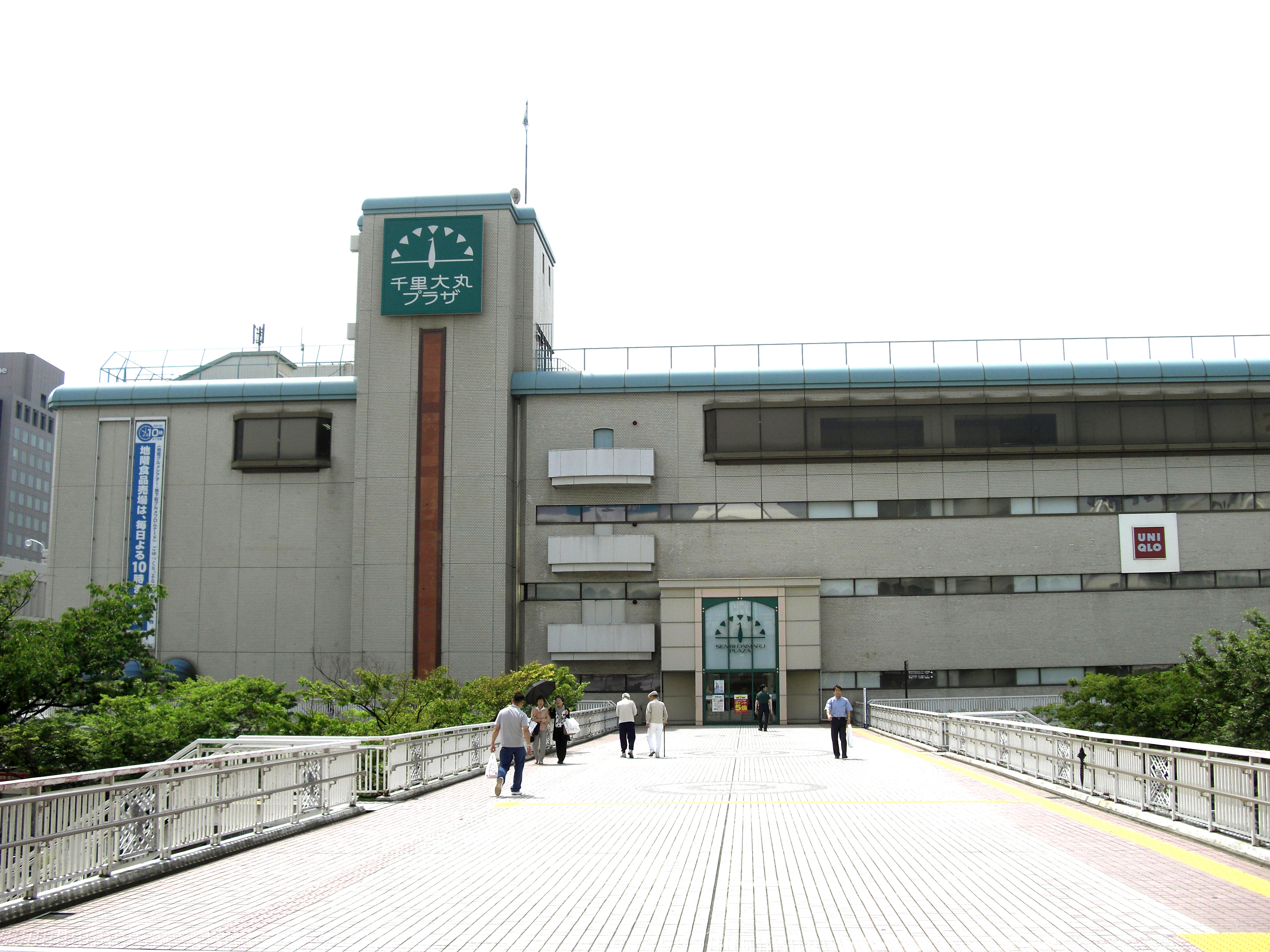
ピーコックストア千里中央店
（旧:千里大丸プラザ）

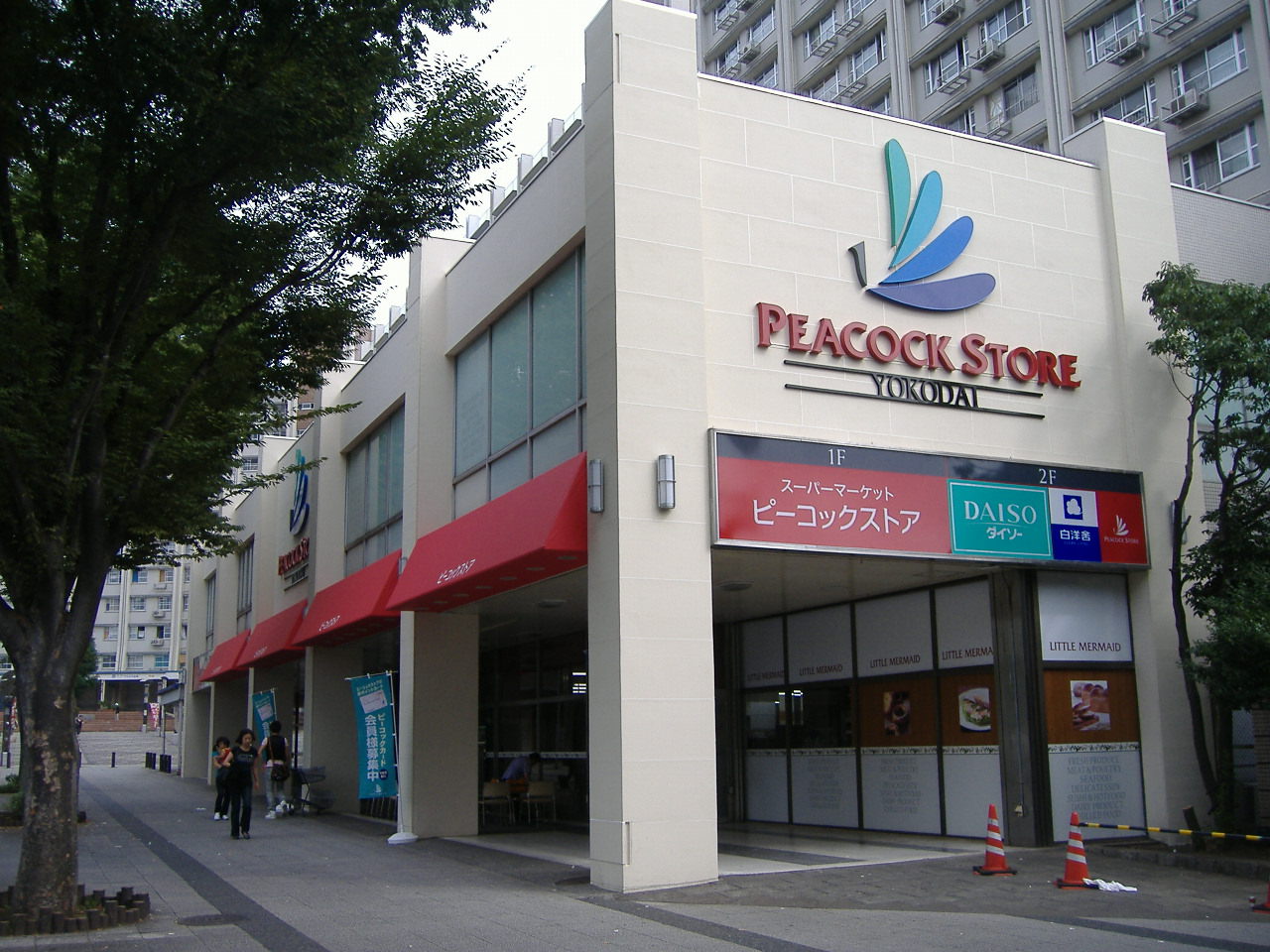
ピーコックストア洋光台店

イオンマーケット株式会社は、関東地方にてスーパーマーケットチェーンの「ピーコックストア」を展開する企業。
もとはJ.フロント リテイリングの傘下企業「株式会社ピーコックストア」（旧称：株式会社大丸ピーコック）として営業していたが、2013年（平成25年）4月の株式譲渡に伴いイオングループの一員となり、商号も「イオンマーケット」に変更された。なお店舗名としての「ピーコックストア」はイオングループ参入後も維持されている。

## 沿革

### 株式会社大丸ピーコック
「ピーコック」とは、大丸のCIにもあしらわれている孔雀を意味する。
開業当初の大丸ピーコックは、珍しい食材や輸入品が充実した高級スーパーマーケットであり、またオイルショック当時に発生した買い付け騒動の代表格であるトイレットペーパー騒動の発端をつくったことでも知られていた。NHKの朝番組で中曽根康弘通産大臣（当時）が紙の使用の自粛を呼びかけた日が、千里大丸プラザ（のちのピーコックストア千里中央店・オトカリテ内）のトイレットペーパーの特売日と重なりその映像が全国に広がったことが発端とされている。

### 株式会社ピーコックストア
2007年（平成19年）9月、大丸・松坂屋経営統合（J.フロント リテイリングの発足）が行われた。これを契機に、同グループ内の事業整理・ブランド統合を目的として2008年（平成20年）9月1日、旧大丸系である株式会社大丸ピーコックが、旧松坂屋系の類型各社を吸収合併、ピーコックストアに商号を変更した。
ピーコックストアに統合時、「大丸ピーコック」「松坂屋ストア」で運営していた店舗の屋号はそのまま維持されたほか、社名と同じ「ピーコックストア」やディスカウント形態の「Pマート」など新形態の屋号の店舗も出店した。

### イオンマーケット株式会社
2013年に行われた「イオンマーケット」への商号変更の際、「ピーコックストア」など大丸・松坂屋の表記が含まれない店舗屋号は維持されたものの、「大丸ピーコック」「松坂屋ストア」の屋号で営業していた店舗は順次「ピーコックストア」へ統一、5月1日からはレジ袋などの消耗品、店舗掲示物からは全て大丸・松坂屋の表記を消去した（ただし、旧：大丸ピーコックであった店舗を中心に、「大丸」部分のみをシールなどで隠し、大丸ピーコック時代の店舗ロゴをそのまま流用している箇所も存在する）。
「エクセピーコック」は2013年7月31日にグランデュオ蒲田店が閉店 したため、存在しなくなった。
2014年3月31日をもって愛知県から撤退、県内の2店舗は閉鎖、残りの6店舗はマックスバリュ中部（現:マックスバリュ東海）へ譲渡され店名も「マックスバリュ」に改称された。
近畿地方の店舗についても、奈良北生駒店が2015年8月31日をもって閉店したことにより奈良県の店舗が消滅し、残存店舗も京阪神エリアにおける食品スーパーマーケットの店舗網再編に伴い、2016年3月1日付で、2店舗を閉鎖し、残りの23店舗を同じグループ会社の光洋へ譲渡され、近畿地方からも完全撤退した。なお光洋へ譲渡された店舗はマックスバリュ中部へ譲渡された店舗と異なり、譲渡時点では「ピーコックストア」の店名は存置されたが、その後「マックスバリュ」や「KOHYO」への改称が進められ、同社運営店舗で最後までピーコックストアとして残っていた明舞店（兵庫県明石市）のKOHYOへの改称（2024年2月23日）をもって、同社運営の「ピーコックストア」も消滅した。
2025年8月4日には、グループ内における首都圏地区と京阪神地区の食品スーパーマーケットの店舗網再編（経営統合）の協議開始向けた基本合意書が締結された。イオンマーケットでは2026年3月1日付（予定）でグループ会社のユナイテッド・スーパーマーケット・ホールディングスの子会社であるマックスバリュ関東への経営統合が検討されている。
かつての親会社だった大丸の一部店内において、引き続き百貨店事業部として営業を継続している。

### 年表
- 1951年（昭和26年）4月5日 - 大丸の全額出資で大丸食品工業株式会社設立[9]
- 1960年（昭和35年）
  - 4月 - 「ピーコック産業株式会社」に商号変更、営業目的も物品小売業、飲食店及び食品製造業とする（資本金4000万円）[9]
  - 9月 - 大阪府枚方市香里ヶ丘にて大丸ピーコック第1号店となる香里店を開店[9]
- 1964年（昭和39年）
  - 10月 - 東京都港区に青山店（関東第1号店）を開店[9]
- 1969年（昭和44年）2月 - 大丸の全額出資で大丸ピーコックストア株式会社を設立（資本金5000万円）[9]
- 1973年（昭和48年）11月1日 - 大阪府豊中市の千里大丸プラザ店（現:ピーコックストア千里中央店）からトイレットペーパー騒動が始まった。
- 1974年（昭和49年）6月 - ピーコック産業株式会社並びに大丸ピーコックストア株式会社を合併し、「株式会社大丸ピーコック」に商号変更（資本金5億5000万円）[9]
- 2008年（平成20年）
  - 9月1日 - 旧松坂屋系のスーパーマーケット会社3社（松坂屋ストア、横浜松坂屋ストア、野澤商事）を吸収合併し、「株式会社ピーコックストア」に商号変更
  - 9月4日 - ピーコックストア第1号店となる洋光台店を開店（旧松坂屋ストアをピーコックストアに新装開店）
- 2009年（平成21年）4月 - ディスカウントストアの実験店舗として山田店（大阪府吹田市）を「Pマート」に業態転換する。
- 2013年（平成25年）
  - 3月 - イオンが、4月1日にピーコックストアの全株式を取得（完全買収）する事を発表[10]。
  - 4月1日 - 株式譲渡に伴ってイオンの子会社となり、イオングループ入り[11]。同時に、「イオンマーケット株式会社」に商号を変更[12]。
  - 4月27日 - 電子マネーである「WAON」が全店で利用可能となり、「イオンカード」はイオングループの特典が受けられるクレジットカードとなる[13]。
  - 8月31日 - システム変更に伴い、この日をもって「ピーコックカード」・「ピーコックEdyカード」の取扱を終了。同時に、ピーコックストアでの楽天Edyの取扱も終了（WAON への完全移行）。
- 2014年（平成26年）3月31日 - この日の営業をもって愛知県から撤退[14]。月見ヶ丘店と菱野店の2店舗は閉店、残りの6店舗は翌4月1日付で同じグループ会社のマックスバリュ中部へ譲渡[15]。マックスバリュ中部へ譲渡された6店舗は同年4月4日に「マックスバリュ」に屋号変更して新装オープン。
  - その後、三好店は同年11月に閉店、本郷店は2019年6月に閉店。平針店は2017年9月に「ザ・ビッグ エクスプレス」に改装した後2019年6月1日にイオンビッグに移管。残りの3店舗（本山店・藤が丘店[注 1]・千代田店[注 2]）は2019年9月1日の合併に伴い、マックスバリュ東海の運営となった。
- 2015年（平成27年）8月31日 - 奈良北生駒店の閉店により、奈良県から「ピーコックストア」が消滅。
- 2016年（平成28年）3月1日 - イオングループ内における京阪神地区の食品スーパーマーケット再編に伴い、前日の2月29日をもって閉店した新神戸店・塚原店や百貨店事業部を除く近畿地方の23店舗を吸収分割により、同じグループ会社の光洋へ承継[17]。
  - なお、光洋では「KOHYO」へ屋号変更する一部の店舗を除いて「ピーコックストア」や「Pマート」の屋号が引き継がれたが、翌月以降、一部店舗において改装のタイミングで「KOHYO」や「マックスバリュ」へ屋号変更しており、前述のPマート山田店もマックスバリュ北山田店へ屋号・店舗名称を変更。2024年2月23日のピーコックストア明舞店→KOHYO明舞店の屋号変更をもって、光洋運営のピーコックストアは消滅した。
- 2019年（平成31年/令和元年）
  - 2月28日 - ピーコックストア青山店（大丸ピーコック関東第一号店）が入居するビルの建て替えにより閉店。[18]
  - 12月12日 - イオンタウン稲城長沼の核店舗としてピーコックストア稲城長沼店をオープン[19]。「ピーコックストア」として初めて「イオンタウン」へ入居する店舗となった。
- 2021年（令和3年）5月31日 - ピーコックストア自由が丘店が入居するビルの建て替えにより閉店[20]。
- 2023年（令和5年）10月20日 - 同じグループ会社のイオンモールが運営する商業施設「JIYUGAOKA de aone（自由が丘 デュ アオーネ）」の地下2階にピーコックストア自由が丘 デュ アオーネ店をオープン[21]。旧ピーコックストア自由が丘店の閉店から約2年4ヶ月ぶりに同地に再出店。

## 取扱サービス
- 大半の店舗は食料品を中心とした品揃えだが、一部店舗では衣料品や生活用品・医薬品の取扱も行っている。
- 一部フロアに書籍・100円ショップ・衣料品店などのテナントを入れている店舗が多い。
- J.フロントリテイリング傘下であったときは、楽天Edyや大丸・松坂屋・横浜松坂屋発行の商品券、全国百貨店共通商品券、大丸くじゃくカードによる決済や、大丸松坂屋カードとお得意様ゴールドカードによる特典利用ができたが、イオングループ傘下となったことにより、2013年8月31日をもってこれらの取扱を終了した[注 3]。
- 2013年4月27日より全店で電子マネーWAONで支払いが可能になった。ただし、店内の一部テナントでは電子マネーでの支払いができない場合もある。
  - サービス開始当初は暫定的にWAONの決済端末を一部レジのみに設置し、チャージも店内設置のイオン銀行ATMやWAONチャージャーのみでの対応だった。
  - 2013年9月以降、全店のレジを順次変更し、全レジでのWAON決済および店頭レジでのチャージのほかに、交通系電子マネー（Suicaショッピングサービス）・iD・QUICPayによる決済も可能になった。
    - なお、高田馬場店では、イオングループ傘下になる前の2005年9月から交通系電子マネーによる決済が可能だった[22]。
- イオンとダイエーの「お客様感謝デー」相互乗り入れに伴い、2014年6月20日の「お客様感謝デー」から、OMCカード（セディナカードクラシックなどカード券面にOMCロゴがあるカードを含む）のクレジット払いでも5%割引されるようになった。2016年2月（「お客様感謝デー」の同年2月28日開催分）をもって他のイオングループ店舗（ダイエーを含む）と同時に終了となった後、同年6月に発行を開始した「WAON POINTカード」を先に提示することで再び割引が適用されるようになっていたがこちらも2020年3月30日をもって終了した。

その他、各店で下記金券類が利用可能である。いずれの金券も店内の一部テナントなどでは利用できない場合がある。
- JCB・VISA(VJA)・UC・三菱UFJニコスのギフトカード、アメックスギフトクーポン、ダイナースロイヤルチェック
- 杉並区内共通商品券（ギフトカード・なみすけ）（阿佐谷店・井荻店・久我山店のみ）
- その他地域プレミアム商品券(期間、店舗により取り扱い状況は異なる。)
- イオン商品券、ダイエー商品券（本券のみお釣りが出る。)
- イオンギフトカード

## 店舗
当社は首都圏の一部に36店舗を展開する（2021年10月時点）。各都県の店舗数は以下の通り。
- 東京都 - 31店舗
- 神奈川県 - 4店舗
- 千葉県 - 1店舗

店舗の詳細は「公式サイト」を参照。
- 東京都中野区の中野マルイ店は、現在の店舗に建替えられる前から、マルイ（当時は丸井中野本店）の地下食品売り場として出店している。

### 過去に存在した店舗
特筆事項のある店舗を示す。
- ニッケコルトンプラザ店 - 2014年9月30日閉店。同一ショッピングセンター内に総合スーパーのダイエーが隣接している珍しい出店形態であった[注 4]。ピーコックストア閉店後の跡地はダイエーの売場として拡張され[23]、同年11月29日に新装オープン[24]。